# Diócesis de Angers
La diócesis de Angers (en latín: Dioecesis Andegavensis y en francés: Diocèse d'Angers) es una circunscripción eclesiástica de la Iglesia católica en Francia. Se trata de una diócesis latina, sufragánea de la arquidiócesis de Rennes. Desde el 17 de junio de 2008 su obispo es Emmanuel Delmas.

## Territorio y organización

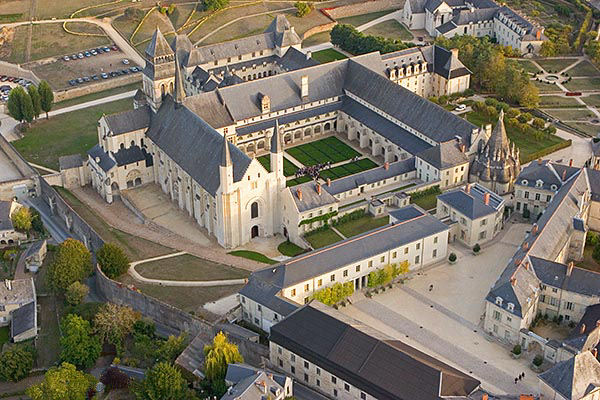
Abadía de Fontevrault, en Fontevraud-l'Abbaye

La diócesis tiene 7107 km² y extiende su jurisdicción sobre los fieles católicos de rito latino residentes en el departamento de Maine y Loira en la región de Países del Loira.  

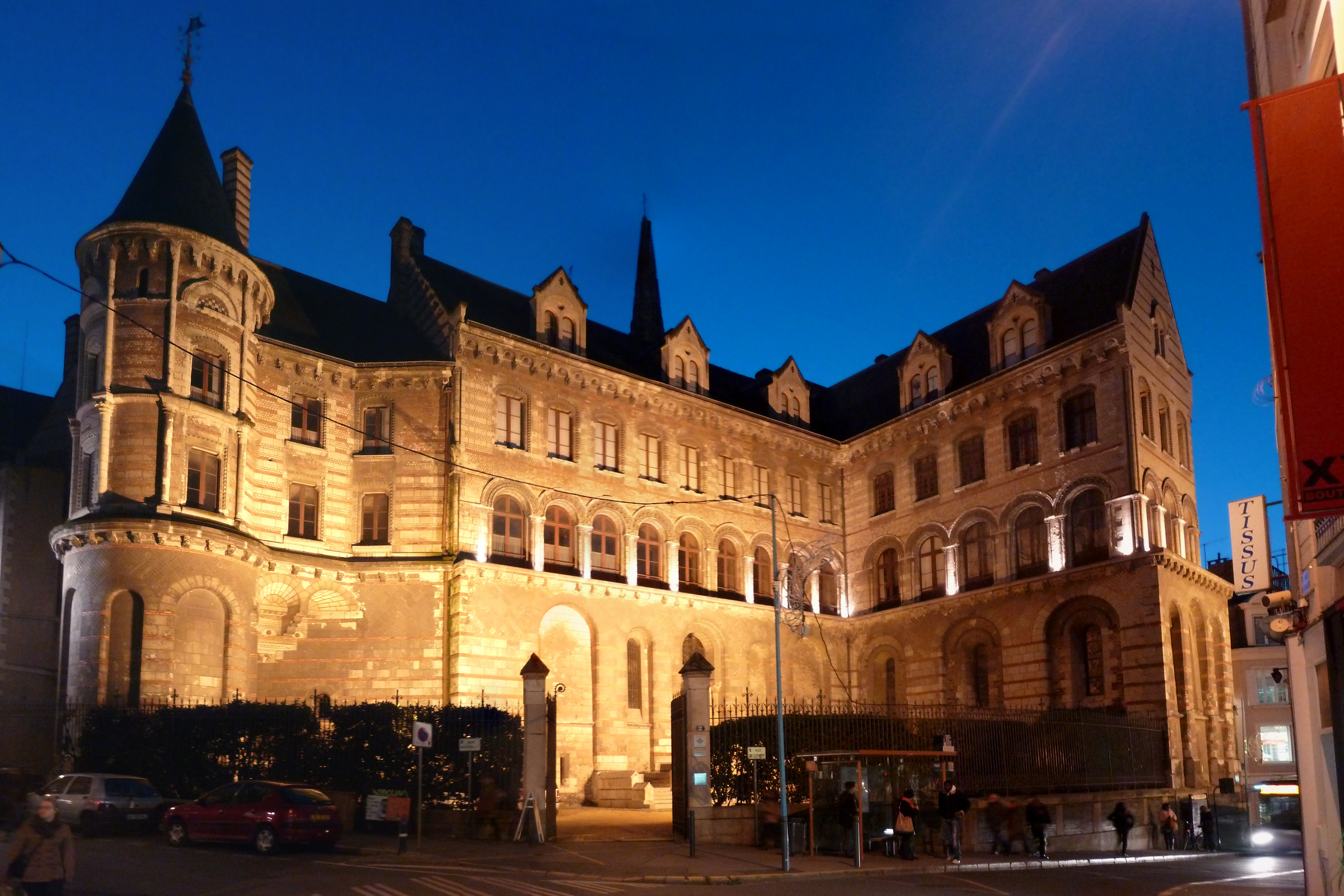
Palacio del Tau, en Angers. Antiguo palacio episcopal de Angers, hoy centro de obras diocesanas

La sede de la diócesis se encuentra en la ciudad de Angers, en donde se halla la Catedral de San Mauricio y la basílica de Santa Magdalena.

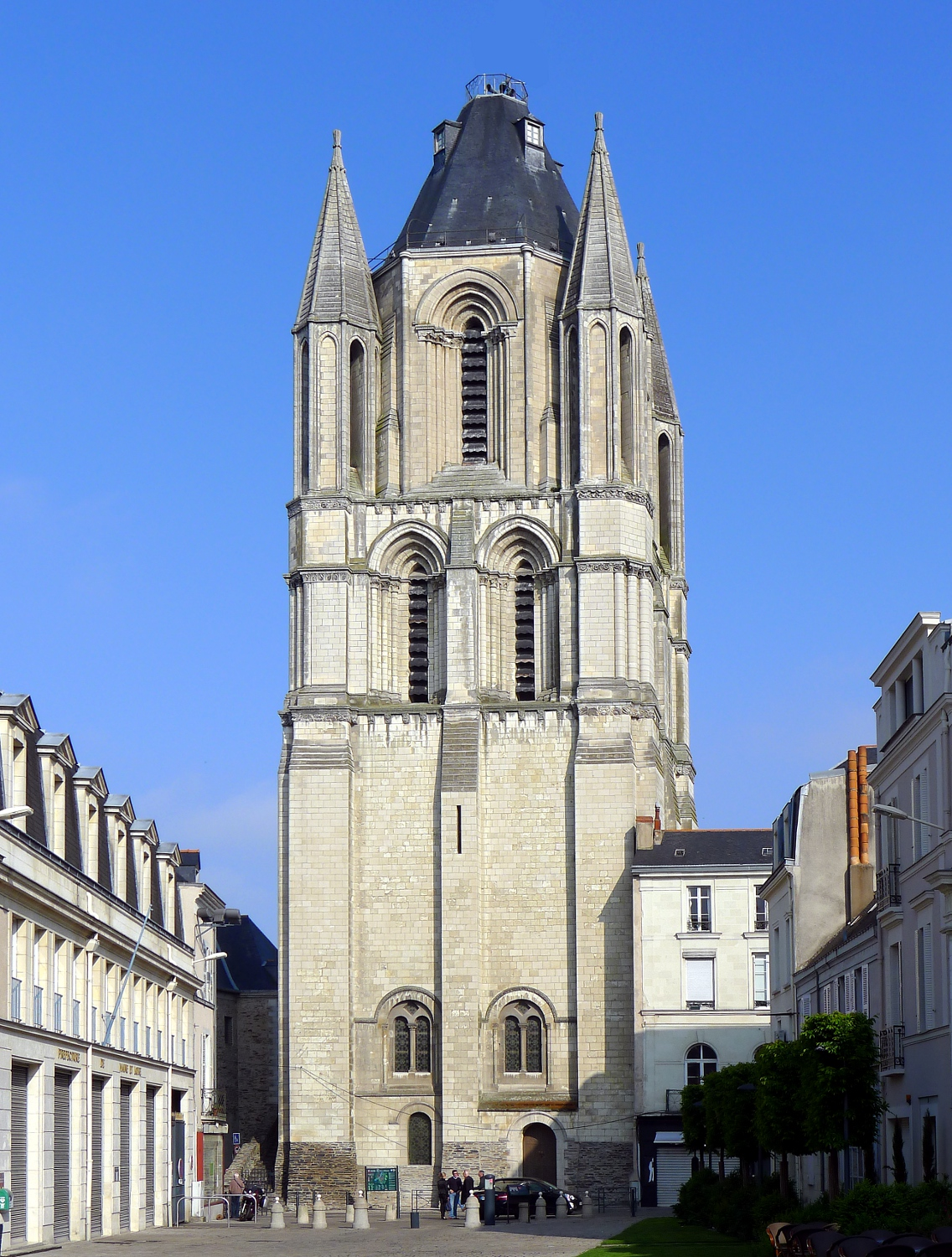
La tour Saint'Aubin es todo lo que queda de la antigua abadía de Saint'Aubin, fundada en el

En 2022 en la diócesis existían 60 parroquias agrupadas en 12 decanatos.

## Historia
La diócesis está atestiguada por primera vez en el 372, año en que el obispo Difensore participó en la elección del arzobispo de Tours. A partir de este momento, los antiguos catálogos episcopales dan cuenta de una presencia ininterrumpida de obispos, muchos de los cuales están atestiguados por documentos históricos.
Juliomagus, capital del pueblo celta de los andes, fue una civitas de la provincia romana de Galia Lugdunense III, como lo demuestra la Notitia Galliarum de principios del siglo V. Tanto desde el punto de vista religioso como civil, Angers dependía de la provincia eclesiástica de Tours, sede metropolitana provincial.
En 453 se celebró en Angers un concilio que reunió a los obispos de la provincia eclesiástica. La catedral se menciona por primera vez en el año 470.
En el año 601, San Licino recibió una carta de recomendación del papa Gregorio Magno para Agustín de Canterbury y sus compañeros, que se disponían a evangelizar a los pueblos anglosajones de Britania: es el testimonio más antiguo conocido de las relaciones entre la Iglesia de Angers y la de Roma.
En un diploma de 1096 se indican por primera vez los tres arcedianatos en los que se dividía el territorio de la diócesis, Angers, más allá del Loira y más allá de Maine. Cada arcedianato estaba integrado por arciprestazgos o decanatos para un total de 10. Esta división se mantuvo vigente hasta el siglo XIX.
Durante la Edad Media, Angers fue una importante ciudad monástica, con seis monasterios: San Albin (Saint-Aubin), San Sergio, San Julián, San Nicolás, Todos los Santos y Ronceray. Los primeros monasterios se fundaron en el siglo VI, pero fue sobre todo entre los siglos XI y XIV cuando la diócesis vio florecer innumerables fundaciones monásticas: en la diócesis había 7 abadías benedictinas, 5 agustinas y 4 cistercienses.
En 1229 el papa Calixto II visitó la diócesis, durante el episcopado de Guillaume de Beaumont.
En 1244 se fundó la universidad con las facultades de derecho civil y canónico, a las que se sumaron en 1432 las facultades de teología, medicina y arte.
A partir del siglo XIV la diócesis vio nacer y desarrollarse un elevado número de cofradías. Se conocen 33 en la ciudad de Angers y 61 en las parroquias rurales. La mayoría de ellas estaban dedicadas a santos (en particular a san Nicolás, Santiago y santa Catalina), además de las dedicadas al Santísimo Sacramento.
La diócesis, próspera desde el punto de vista religioso y cultural, vivió un período de decadencia moral y religiosa a partir de mediados del siglo XV, en el que una serie de obispos más preocupados por sus propios asuntos que por administrar con mérito la diócesis. De particular interés son el doble episcopado de Jean Balue y la administración de François de Rohan, arzobispo de Lyon, que ocupó la sede de Angers durante más de 30 años.
En la segunda mitad del siglo XVI la diócesis quedó devastada por duros enfrentamientos entre católicos y hugonotes, que tenían en Saumur uno de sus principales y más productivos centros para la difusión del luteranismo. Por su parte, la sede de Angers estuvo ocupada en este período por obispos talentosos que supieron afrontar la crisis con celo y firmeza pastoral; entre ellos Gabriel Bouvery (1540-1572), Guillaume Ruzé (1572-1587) y Charles Miron (1588-1626). En esta época, decenas de órdenes y congregaciones religiosas ingresaron a la diócesis, contribuyendo a la renovación de la vida religiosa del clero y de los fieles.
Durante casi toda la segunda mitad del siglo XVII la sede de Angers estuvo ocupada por el obispo Henri Arnauld (1650-1692), emparentado con Antoine Arnauld y Angélique Arnauld, abadesa del monasterio de Port-Royal, uno de los principales centros de la difusión del jansenismo en Francia. El propio obispo simpatizaba con esta doctrina condenada por la Santa Sede.
A raíz del concordato, con la bula Qui Christi Domini del papa Pío VII del 29 de noviembre de 1801, los límites de la diócesis se hicieron coincidir con los del departamento de Maine y Loira. Esta operación le costó a la diócesis la pérdida de 24 parroquias, cedidas a la arquidiócesis de Tours, y otras 109 pasaron a la diócesis de Le Mans. diócesis de Nantes, 37 a la diócesis de La Rochelle y 18 a la arquidiócesis de Poitiers.
El 1 de septiembre de 1974 adquirió la parroquia de Puy-Saint-Bonnet, que pertenecía a la arquidiócesis de Poitiers y desde el 1 de septiembre de 1973 formaba parte del departamento de Maine y Loira.
En 1998 se reorganizó la división pastoral de la diócesis, fusionando las más de 400 parroquias históricas en 85 nuevas parroquias.
El 8 de diciembre de 2002, con la reorganización de los distritos diocesanos franceses, pasó a formar parte de la provincia eclesiástica de la arquidiócesis de Rennes.
El 2 de marzo de 2017 la diócesis se amplió con la adquisición del antiguo municipio de Le Fresne-sur-Loire, que pertenecía a la diócesis de Nantes.

## Estadísticas
Según el Anuario Pontificio 2023 la diócesis tenía a fines de 2022 un total de 586 000 fieles bautizados.
| Año                                                                             | Población            | Población | Población      | Sacerdotes | Sacerdotes    | Sacerdotes    | Bautizados por sacerdote | Diáconos permanentes | Religiosos | Religiosos | Parroquias |
| Año                                                                             | Bautizados católicos | Total     | % de católicos | Total      | Clero secular | Clero regular | Bautizados por sacerdote | Diáconos permanentes | Varones    | Mujeres    | Parroquias |
| ------------------------------------------------------------------------------- | -------------------- | --------- | -------------- | ---------- | ------------- | ------------- | ------------------------ | -------------------- | ---------- | ---------- | ---------- |
| 1959                                                                            | 475 000              | 518 000   | 91.7           | 1078       | 928           | 150           | 440                      |                      | 220        | 3500       | 417        |
| 1970                                                                            | 530 000              | 584 709   | 90.6           | 957        | 784           | 173           | 553                      |                      | 373        | 3582       | 420        |
| 1980                                                                            | 553 000              | 638 000   | 86.7           | 766        | 675           | 91            | 721                      | 1                    | 202        | 2938       | 421        |
| 1990                                                                            | 611 000              | 719 000   | 85.0           | 643        | 564           | 79            | 950                      | 7                    | 178        | 2436       | 419        |
| 1999                                                                            | 573 000              | 705 869   | 81.2           | 511        | 455           | 56            | 1121                     | 17                   | 134        | 1909       | 85         |
| 2000                                                                            | 586 300              | 732 942   | 80.0           | 494        | 444           | 50            | 1186                     | 22                   | 131        | 1852       | 85         |
| 2001                                                                            | 583 000              | 732 942   | 79.5           | 465        | 416           | 49            | 1253                     | 21                   | 130        | 1737       | 85         |
| 2002                                                                            | 583 300              | 732 942   | 79.6           | 450        | 400           | 50            | 1296                     | 13                   | 135        | 1695       | 85         |
| 2003                                                                            | 564 700              | 752 942   | 75.0           | 442        | 394           | 48            | 1277                     | 23                   | 130        | 1697       | 85         |
| 2004                                                                            | 564 706              | 752 942   | 75.0           | 438        | 381           | 57            | 1289                     | 29                   | 129        | 1635       | 85         |
| 2006                                                                            | 559 114              | 745 486   | 75.0           | 405        | 353           | 52            | 1380                     | 28                   | 109        | 1576       | 85         |
| 2012                                                                            | 566 000              | 783 000   | 72.3           | 338        | 289           | 49            | 1674                     | 37                   | 104        | 1268       | 85         |
| 2015                                                                            | 573 000              | 790 000   | 72.5           | 294        | 243           | 51            | 1948                     | 48                   | 100        | 1152       | 62         |
| 2018                                                                            | 578 550              | 805 555   | 71.8           | 265        | 210           | 55            | 2183                     | 50                   | 107        | 1000       | 62         |
| 2020                                                                            | 582 800              | 811 470   | 71.8           | 231        | 179           | 52            | 2522                     | 52                   | 94         | 926        | 62         |
| 2022                                                                            | 586 000              | 815 883   | 71.8           | 199        | 153           | 46            | 2944                     | 52                   | 82         | 960        | 60         |
| Fuente: Catholic-Hierarchy, que a su vez toma los datos del Anuario Pontificio. |                      |           |                |            |               |               |                          |                      |            |            |            |

## Episcopologio
Existen varios catálogos episcopales antiguos que relatan la serie de obispos de Angers. Según Louis Duchesne, se pueden reducir a dos tipologías: un catálogo primitivo del siglo IX; y el catálogo llamado "de Archanald", reportado en seis manuscritos diferentes, que datan del siglo X o principios del XI.
- Difensore † (mencionado en 372)
- San Apodemio † (mencionado en 396)
- Prospero
- San Maurilio † (circa 423-13 de septiembre de 453 falleció)[nota 2]
- Talasio † (4 de octubre de 453-después de 465 circa)
- Eumerio †
- Eustochio † (mencionado en 511)
- Adelfio †
- San Albino (Aubin) † (antes de 538-después de 549)[nota 3]
- Domiziano † (mencionado en 567)
- Baudigiselo †
- Audoveo † (antes de 581-después de 590)
- San Licinio † (mencionado en 601)
- Caidulfo †
- San Magnobodo † (610-después de 627)
- Niulfo †
- San Lupo †
- Agilberto †[nota 4]
- Godeberto †
- Gariario †
- Bosone †
- Colatobo †
- Benigno †
- Berto †
- Sadrio † (mencionado en 757)
- Mauriolo † (antes de 762-después de 770)
- Genziano †
- San Benedetto † (mencionado en 816)
- Flodegario † (mencionado en 829)
- Argleario †
- Dodone † (antes de 837-9 de noviembre circa 879 falleció)
- Rainone † (880-después de 905)
- Rotardo †
- Rainaldo I †
- Erveo † (mencionado en 929)
- Aimone †
- Nefingo † (antes de marzo de 966-973 falleció)
- Rainaldo II † (973-11 de junio de 1005 falleció)
- Hubert de Vendôme † (antes de 1010-2 de marzo de 1047 falleció)
- Eusèbe Brunon † (6 de diciembre de 1047-1081 renunció)
- Geoffroy de Tours † (6 de agosto de 1081-10 de octubre de 1093 falleció)
- Geoffroy de Mayenne † (circa 1093[nota 5]-después del 25 de marzo de 1101 renunció)
- Renaud de Martigné † (antes del 12 de enero de 1102-después del 15 de diciembre de 1124 nombrado arzobispo de Reims)
- Ulger † (20 de septiembre de 1125 consagrado-16 de octubre de 1149 falleció)
- Normand de Doué † (6 de marzo de 1150 consagrado-4 de mayo de 1153 falleció)
  - Sede vacante (1153-1155)
- Mathieu de Loudun † (1155-4 de marzo de 1162 falleció)
- Geoffroy La Mouche † (1162-18 de enero de 1177 falleció)
- Raoul de Beaumont † (1177-11 de abril de 1197 falleció)
- Guillaume de Chemillé † (1197-25 de mayo de 1202 falleció)
- Guillaume de Beaumont † (1202-31 de agosto de 1240 falleció)
- Michel Villoiseau † (1240-6 de noviembre de 1260 falleció)
- Nicolas Gellent † (1261-29 de enero de 1291 falleció)
- Guillaume Le Maire † (marzo o de abril de 1291-13 de mayo de 1314 falleció)
- Hugues Odard † (7 de octubre de 1316-9 de diciembre de 1322 falleció)
- Foulques de Mathefelon † (28 de marzo de 1324-23 de diciembre de 1355 falleció)
- Raoul de Machecoul † (2 de marzo de 1356-3 de diciembre de 1358 falleció)
- Guillaume Turpin de Cressé † (18 de enero de 1359-31 de enero de 1371 falleció)
- Milon de Dormans † (3 de marzo de 1371-16 de junio de 1374 nombrado obispo de Bayeux)
- Hardouin de Bueil † (16 de junio de 1374-13 de enero de 1439 falleció)
- Jean Michel † (20 de febrero de 1439-12 de septiembre de 1447 falleció)
- Jean de Beauvau † (27 de octubre de 1447-1467 depuesto)
- Jean Balue † (5 de junio de 1467-1476 renunció)
  - Jean de Beauvau † (1476-23 de abril de 1479 falleció) (por segunda vez, administrador apostólico)
  - Auger de Brie † (1479-1480) (administrador apostólico)
- Jean Balue † (1480-1491 falleció) (por segunda vez)
  - Carlo Domenico Del Carretto † (10 de octubre de 1491-1 de diciembre de 1491 renunció) (administrador apostólico)
- Jean de Rély † (1 de diciembre de 1491-27 de marzo de 1499 falleció)
  - François de Rohan † (15 de mayo de 1499-1532 renunció) (administrador apostólico)
- Jean Olivier, O.S.B. † (26 de julio de 1532-12 de abril de 1540 falleció)
- Gabriel Bouvery † (30 de abril de 1540-10 de febrero de 1572 falleció)
- Guillaume Ruzé † (4 de julio de 1572-28 de septiembre de 1587 falleció)
- Charles Miron † (20 de junio de 1588-mayo de 1616 renunció)
- Guillaume Fouquet de la Varenne † (13 de junio de 1616-10 de enero de 1621 falleció)
- Charles Miron † (19 de enero de 1622-2 de diciembre de 1626 nombrado arzobispo de Lyon) (por segunda vez)
- Claude de Rueil † (20 de marzo de 1628-20 de enero de 1649 falleció)
- Henri Arnauld † (4 de abril de 1650-8 de junio de 1692 falleció)
- Michel Le Peletier † (15 de octubre de 1692-9 de agosto de 1706 falleció)
- Michel Poncet de La Rivière † (7 de junio de 1706-2 de agosto de 1730 falleció)
- Jean de Vaugirault † (18 de diciembre de 1730-21 de junio de 1758 falleció)
- Jacques de Grasse † (4 de abril de 1759-24 de julio de 1782 falleció)
- Michel-François de Couët du Vivier de Lorry † (23 de septiembre de 1782-19 de septiembre de 1801 renunció)
- Charles Montault des Isles † (14 de abril de 1802-29 de julio de 1839 falleció)
- Louis-Robert Paysant † (23 de diciembre de 1839-6 de septiembre de 1841 falleció)
- Guillaume-Laurent-Louis Angebault † (23 de mayo de 1842-2 de octubre de 1869 falleció)
- Charles-Emile Freppel † (21 de marzo de 1870-22 de diciembre de 1891 falleció)
- François-Désiré Mathieu † (19 de enero de 1893-25 de junio de 1896 nombrado arzobispo de Toulouse)
- Louis-Jules Baron † (25 de junio de 1896-28 de mayo de 1898 falleció)
- Joseph Rumeau † (28 de noviembre de 1898-9 de febrero de 1940 falleció)
- Jean-Camille Costes † (9 de febrero de 1940 por sucesión-14 de febrero de 1950 falleció)
- Henri-Alexandre Chappoulie † (30 de mayo de 1950-13 de enero de 1959 falleció)
- Pierre Marie Joseph Veuillot † (7 de junio de 1959-12 de junio de 1961 nombrado arzobispo coadjutor de París[nota 6])
- Henri-Louis-Marie Mazerat † (11 de diciembre de 1961-5 de julio de 1974 renunció)
- Jean Pierre Marie Orchampt † (5 de julio de 1974-20 de marzo de 2000 retirado)
- Jean-Louis Bruguès, O.P. (20 de marzo de 2000-10 de noviembre de 2007 nombrado secretario de la Congregación para la Educación Católica)
- Emmanuel Delmas, desde el 17 de junio de 2008